# Bahnhof North Woolwich

Der Bahnhof North Woolwich war ein Bahnhof im London Borough of Newham am Nordufer der Themse. Er war der Endpunkt der North London Line und war von 1847 bis 2006 in Betrieb.

## Geschichte
Der Bahnhof wurde 1847 eröffnet, als die bereits 1846 in Betrieb genommene Strecke Stratford–Canning Town der Eastern Counties and Thames Junction Railway (EC&JTR) nach North Woolwich verlängert wurde. 1862 wurde die EC&JTR durch die Great Eastern Railway übernommen und der Bahnhof geriet in neue Hände. Die Züge wurden über Stratford hinaus über die Lea Valley Line und über eine heute stillgelegte Verbindungsstrecke zur East Coast Main Line zum Bahnhof Palace Gates im Stadtteil Tottenham durchgebunden. Nachdem die Verbindungsstrecke unter der Beeching-Axt geschlossen worden war, wurden die Züge auf Dieselbetrieb umgestellt und die Verbindung bis Stratford oder Tottenham Hale zurückgekürzt.
Als beschlossen wurde, den Bahnhof Broad Street in den 1980er Jahren stillzulegen, wurden die meisten über die North London Line führenden Züge und die Züge der letzten verbliebenen ehemaligen EC&JTR-Linie miteinander verbunden. Seither gehörte der Bahnhof North Woolwich zur North London Line. Zur selben Zeit fand ein Umbau der Strecke statt. Statt über eine Brücke führte sie nun durch den rund 550 Meter langen Connaught Tunnel unter den Royal Docks hindurch. Die Brücke diente seinerzeit zur Verteilung der diversen EC&JTR-Schienenstränge, die teilweise bis Gallions oder Beckton reichten. Im Zuge dieser Umbaumaßnahmen wurde sie auf ein Gleis zurückgebaut. Für North Woolwich bedeutete dies die Schließung des Empfangsgebäudes und eines Gleises. 1984 wurde im Empfangsgebäude und auf dem stillgelegten Gleis das North Woolwich Old Station Museum eingerichtet. Ein Jahr später wurde die Strecke mit einer Stromschiene elektrifiziert. Im Zuge der Privatisierung der British Rail 1997 ging der Bahnhof in Besitz der Silverlink Metro, welche das Franchise der North London Line erworben hatte.
Am 9. Dezember 2006 wurde die North London Line zwischen Stratford und North Woolwich stillgelegt, um für die Verlängerung der Docklands Light Railway über den City-Airport zum Dock King George V/Woolwich Arsenal Platz zu schaffen. Während Stratford, West Ham, Canning Town und Custom House weiterhin als DLR- bzw. U-Bahnhöfe in Betrieb bleiben und bis 2011 gar die Strecke zwischen Stratford und Canning Town zu einer DLR-Linie umgebaut wird, wurden die Bahnhöfe Silvertown und North Woolwich stillgelegt. Obwohl der Südteil der Strecke ab 2018 für Crossrail verwendet wird, ist keine Wiederaufnahme des Bahnbetriebs in North Woolwich vorgesehen.
Kurz nach der Stilllegung kamen vom London Borough of Newham Pläne für den Betrieb einer Museumsbahn namens Royal Docks Heritage Railway auf, welche die alte NLL-Strecke zwischen Custom House und North Woolwich samt dem Museum übernommen hatte. Ziel war die Darstellung alter Fahrzeuge des Gesamtlondoner Eisenbahnnahverkehrs. Nachdem bekannt wurde, dass das Crossrail-Projekt den größten Teil des vorgesehenen Laufwegs nutzen würde, wurde das Projekt gekippt.

## North Woolwich Old Station Museum
Das 1979 stillgelegte Bahnhofsgebäude wurde 1984 als North Woolwich Old Station Museum wiedereröffnet. Das Museum umfasste Stücke der Great Eastern Railway und befasste sich auch mit der Geschichte der Eisenbahnen in Ostlondon. Ausstellungsstücke waren nebst Modellbahnen auch eine Dampflokomotive, die jedoch nicht mehr betriebsfähig war. Nach der Schließung des Bahnhofs und dem Entscheid gegen die Royal Docks Heritage Railway wurde auch das Ende des Museums eingeläutet: Es schloss per November 2008 seine Pforten.
Das Bahnhofsgebäude steht seit 1998 unter Denkmalschutz (Grade II), mitsamt Drehscheibe und Bahnsteiglampen.